# Lev Mékhlis
Lev Zakhárovitch Mékhlis (em russo:  Лев Заха́рович Ме́хлис; 13 de janeiro de 1889 - 13 de fevereiro de 1953) foi um político soviético e alto comandante do Exército Vermelho, de 1937 a 1940. Ele foi um dos principais representantes da Stavka durante a Segunda Guerra Mundial, responsável por cinco a sete frentes soviéticas.

## Carreira
Mékhlis, nascido em Odessa, estudou brevemente em uma escola comercial judaica local. Ele trabalhou como professor de 1904 a 1911, e entre 1907 e 1910 foi membro do movimento de trabalhadores sionistas Poale Zion.
Em 1911 ele se juntou ao Exército Imperial Russo, e no ano seguinte obteve o posto de granadeiro. Na Primeira Guerra Mundial, de 1914-1918, ele serviu na artilharia.
Em 1918 ele se juntou ao Partido Comunista, e até 1920 ele ocupou cargos políticos no Exército Vermelho. Em 1921-1922, ele trabalhou no Comissariado do Povo para Inspeção Operário-Camponesa, subordinado ao Comissário do Povo Josef Stalin. Em 1922-1926 ele serviu como assistente e chefe de gabinete do Secretariado do Comitê Central, na prática desempenhando o trabalho de secretário pessoal de Stalin.
Em 1926-1930, ele fez cursos na Academia Comunista e no Instituto de Professores Vermelhos. A partir de 1930, ele foi chefe do comitê central da imprensa e, simultaneamente, membro do conselho editorial e, depois, editor-chefe do jornal Pravda.
Em 1937-1940 ele foi Comissário de defesa e chefe da principal administração política do Exército Vermelho. A partir de 1939, ele foi membro do Comitê Central do PCUS, e em 1938-1952 ele foi membro do orgburo do Comitê Central. Entre 1940-1941, ele foi Comissário do Povo para o Controle do Estado.
Em junho de 1941, Mékhlis foi designado Comissário do Exército de 1º classe, cargo equiparado ao de general do Exército Vermelho. Em 1942, ele foi representante da Stavka na Frente da Crimeia, onde constantemente desentendeu-se com o general Dmitri Kozlov. Os líderes da Frente não sabiam a quem obedecer - o comandante militar Kozlov ou o comissário Mékhlis.
O comandante da Frente Norte-Caucasiana, o marechal Semion Budionni, também não pôde controlar Mékhlis, que não aceitava ser subordinado e apenas reconhecendo ordens que vinham diretamente da Stavka.
Mékhlis, enquanto representante de Stavka, ocupava-se em escrever relatórios deveras críticos para oficiais superiores.
Após um desses relatos, o major-general Tolbukhin foi retirado do posto de Chefe do Estado-Maior da frente.  Assim, Mékhlis tentou substituir o comandante da frente, Kozlov, por Konstantin Rokossovski ou Klikov.  Ao mesmo tempo, em relatórios a Stalin, ele tentou se distanciar dos fracassos sofridos pela Frente da Crimeia e culpar o comandante da frente.
```
Com relação a isso, Stalin enviou um telegrama a Mékhlis, no qual o ele submetia a sua rígida crítica: 
```

Frente da Criméia, t. Mekhlis: Mensagem de código # 254 (I) recebida. Sua posição de observador imparcial que não é responsável pelos eventos na Frente da Crimeia, é intrigante. Sua posição pode parecer conveniente, mas cheira mal. [...] você não é um observador externo, mas o representante de Stavka, responsável por todos os sucessos e fracassos que ocorrem na Frente, e que deve corrigir, ali mesmo, qualquer erro cometido pelos oficiais comandantes. Você, junto com os oficiais comandantes, responderá por não reforçar o flanco esquerdo da Frente. Se, como você diz, "tudo parecia indicar que o oponente começaria um ataque logo pela manhã", e você ainda não tinha feito todo o necessário para repelir o ataque, limitando seu envolvimento apenas a críticas passivas, então você é diretamente culpado. Parece que você ainda não percebeu que o enviamos para a Frente da Crimeia não como um auditor do governo, mas como um representante responsável da Stavka. Você insiste que Kozlov seja substituído, que até Hindenburg seria uma melhoria. No entanto, você sabe muito bem que as reservas soviéticas não têm ninguém chamado Hindenburg. A situação na Criméia não é difícil de entender, e você deve ser capaz de cuidar dela sozinha. [...] Você não precisa ser um 'Hindenburg' para compreender uma coisa tão simples, depois de dois meses na Frente da Crimeia. Stalin. ZK VKP (6) 9. V.42r.
 Após a grande derrota da Frente da Crimeia em maio de 1942, ele foi removido de seus cargos e rebaixado em dois níveis, a comissário de corpo de exército.
Em 1942-1946, ele foi membro do conselho militar de um número de exércitos e frentes; a partir de 6 de dezembro de 1942 ele foi tenente-general; a partir de 29 de julho de 1944 ele foi coronel-general. Em 1946-1950, ele foi Ministro do Controle Estatal da URSS.
A partir de outubro de 1950 ele distanciou-se de atividades públicas, devido a sua saúde. Ele morreu em fevereiro de 1953, e suas cinzas foram enterradas na Necrópole da Muralha do Kremlin, na Praça Vermelha.

## Condecorações
Lista parcial:
- Ordem de Lenin (quatro vezes)
- Ordem do Estandarte Vermelho (duas vezes)
- Ordem de Suvorov
- Ordem de Kutuzov
- Medalha "20 anos do Exército Vermelho"
- Medalha "Vitória sobre a Alemanha 1941-1945"

## Publicações
- O Exército Vermelho hoje / Discursos proferidos [por K. Voroshilov, Mékhlis, S. Budionni e G. Stern] no XVIII Congresso do PCUS (B), de 10 a 21 de março de 1939 , por Kliment Vorochilov, Lev Mékhlis, Semion Budionni e Grigori Stern. Editora de Línguas Estrangeiras, Moscou, 1939.
- A URSS e os Países Capitalistas, editado por Lev Mékhlis, Y. Varga e Viacheslav Karpinski. [s.n.], Moscou, 1938, reimpresso pela University Press of the Pacific, 2005, ISBN 978-1410224194.